# Руда (Ивано-Франковская область)
Руда (укр. Руда) — село в Рогатинской городской общине Ивано-Франковского района Ивано-Франковской области Украины.
Население по переписи 2001 года составляло 473 человека. Занимает площадь 12,441 км². Почтовый индекс — 77024. Телефонный код — 03435.